# Fruminius
Fruminius (um 918) war Bischof von León in Galicien.
Um 918/919 salbte und krönte er Ordoño II. (Ordonius II.) zum König von Galicien, nach alten spanischen Schriftstellern soll dieser sich als erster König von León genannt haben. Weiterhin wird berichtet, dass „Bischof Fruminius, der wahrscheinlich durch eine unglückliche Verstrickung und somit ohne eigenes Verschulden seinen Bruder getötet hatte, ins Exil geschickt“ wurde.